# ZTE Blade S6 Plus
ZTE Blade S6 Plus  es un teléfono inteligente de gama media desarrollado por la empresa china ZTE. El teléfono fue anunciado en abril de 2015, como sucesor del modelo ZTE blade s6.Está disponible, internacionalmente, desde abril de 2015 en los distintos portales de compra web.
El teléfono presenta un equipo que básicamente es igual al modelo original, pero con un aumento en la diagonal de su pantalla, alcanzando así las 5,5 pulgadas, además de aumentar la autonomía de éste en 600mAh y añadir una tapa trasera extraíble.

## Diseño
El terminal presenta unas dimensiones de 155 x 78 x 7.7 mm, con las esquinas ligeramente redondeadas y marcos metálicos.
El cuerpo está construido en materiales plásticos y el LED de notificaciones se encuentra en el botón central. En el lateral derecho se encuentran situados los botones de bloqueo y control del audio en acabado metálico.
En la parte trasera superior se sitúa la cámara, con el flash dual y el micrófono de cancelación de ruido. En la inferior se encuentra el altavoz principal. La entrada para el cable micro usb se encuentra en la parte inferior y el Jack 3.5 junto con los infrarrojos en la superior.

## Pantalla
El terminal cuenta con una pantalla de 5.5 pulgadas de 1280x720 píxeles. La tecnología utilizada en esta pantalla es IPS LCD con resolución HD.
La pantalla está diseñada para proporcionar el máximo rendimiento en cualquier nivel de luz. Además la tecnología IPS permite un ahorro de batería sustancial.

## Software
Este terminal cuenta con la tecnología software MiFavor3.0, una interfaz ágil que pone todos los iconos en el escritorio, es decir, sin cajón de aplicaciones.
En cuanto a las aplicaciones añadidas por la empresa, se encuentran: Alive Share y Smart Sense.
Alive Share es un servicio que nos permite enviar archivos entre móviles sin necesidad de una conexión Wi-Fi. Por otro lado tenemos Smart Sense que nos permiten realizar movimientos con el móvil para activar opciones.